# 344 Дезідерата
344 Дезідерата (344 Desiderata) — астероїд головного поясу, відкритий 15 листопада 1892 року Огюстом Шарлуа у Ніцці.